# Dagmara Wozniaková
Dagmara Wozniaková (* 1. července 1988 Vratislav) je americká šermířka polského původu. Specializuje se na šerm šavlí.
Ve věku jednoho roku přesídlila s rodiči do USA, od deseti let se věnuje šermu. Působí v Manhattan Fencing Center, kde ji trénuje Yury Gelman. Vystudovala biologii na newyorské katolické St. John's University.
V roce 2006 byla členkou vítězného družstva na mistrovství světa juniorů v šermu. V roce 2008 jela na olympijské hry jako náhradnice. Na LOH 2012 obsadila v individuální soutěži osmé místo a na LOH 2016 získala bronzovou medaili s družstvem a mezi jednotlivkyněmi byla čtyřiadvacátá. Reprezentovala na deseti světových šampionátech, v roce 2014 získala s americkým družstvem mistrovský titul a v letech 2011, 2013 a 2015 byla třetí. Je trojnásobnou vítězkou Panamerických her (2011 a 2015 družstva, 2015 jednotlivkyně).